# Перес, Луан
Луан Перес Петрони (порт. Luan Peres Petroni; 19 июля 1994, Сан-Паулу) — бразильский футболист, защитник турецкого клуба «Фенербахче».

## Биография
Луан Перес родился в Сан-Паулу и начал свою карьеру в «Португезе». В июле 2013 года он был переведен в основной состав чтобы стать сменщиком Рожерио. В следующие годы игрок попеременно находился в первой и молодёжных командах соответственно. Будучи отобранным для последних матчей Серии B в основной состав, на поле, тем не менее, так и не появился.
В 2015 году Луана вновь заявили за основной состав (он стал одним из 28 заявленных) для участия в Лиге Паулисте. 8 апреля дебютировал за клуб в матче против «Сан-Паулу», проигранном со счётом (0:3). 24 августа подписал новый контракт с клубом до июля 2018 года.
В сезоне 2018/19 выступал за «Брюгге». Он провёл на поле очень мало времени, четыре раза выйдя на замену. По итогам чемпионата «Брюгге» стал вице-чемпионом Бельгии. В середине 2019 года был отдан в аренду в «Сантос». За полгода провёл девять матчей в Серии A и также стал вице-чемпионом Бразилии. В розыгрыше Кубка Либертадорес 2020 Луан был одним из ключевых игроков своей команды в защите. Он пропустил лишь две игры из 12 на пути «рыб» к финалу.

## Титулы и достижения
- Вице-чемпион Бразилии (1): 2019
- Вице-чемпион Бельгии (1): 2018/19
- Финалист Кубка Либертадорес (1): 2020